# Ingram Linhope Greenshawhill and Hartside
Ingram Linhope Greenshawhill and Hartside var en civil parish 1884–1955 när det uppgick i Ingram, i grevskapet Northumberland i England. Civil parish var belägen 18 km från Alnwick och hade 81 invånare år 1951. Det inkluderade byn Ingram och Linhope.